# Prieuré de Notre-Dame de Joigny
Le prieuré de Notre-Dame de Joigny est un édifice situé dans la ville de Joigny, dans l'Yonne en région Bourgogne-Franche-Comté.

## Histoire
Le siècle de la campagne de construction est le 4e quart du XIIIe siècle.
Le portail est inscrit au titre des monuments historiques par arrêté du 10 décembre 1926.